# Иван Найденов (публицист)
Вижте пояснителната страница за други личности с името Иван Найденов.
Иван Найденов е български просветен деец и журналист.

## Биография
Роден е в Казанлък. Учи в родния си град и във Великата народна школа в Куручешме (Цариград). За кратко учителства в Казанлък, където е един от основателите на читалището, и в Цариград. Участва в църковната борба и през 1877 г. е заточен в Мала Азия заедно с екзарх Антим I. Редактор на вестник „Право“ (1870 – 1873) и „Напредък“ (1874 – 1877), участва в редактирането сатиричния вестник „Шутош“, на списание „Читалище“, капукехая в Българска екзархия (1878). Околийски и окръжен управител на Карлово (1879) и Пазарджик (1880 – 1886). Екзархийски надзирател на българските училища в Одринско (1888 – 1886). От 1892 г. живее в Пловдив, където е училищен настоятел и помощник кмет. Дописен (1881) и редовен член на Българско книжовно дружество. Освен в редактираните от него периодични издания сътрудничи на вестниците „Турция“ и „Македония“. Съставя „Францушко-български разговорник“ (1858), „Кратка числителница“ (1869). Непубликувани остават мемоарите му ипреводите на „История на българите“ от Константин Иречек и „За духа на законите“ от Монтескьо.